# Ernst Mundt
Ernst Mundt (ur. 2 grudnia 1921 w Połczynie-Zdroju; zm. 4 września 1962 w Berlinie) – ofiara śmiertelna Muru Berlińskiego zastrzelona przez funkcjonariuszy Transportpolizei podczas próby ucieczki do Berlina Zachodniego. 

## Życiorys

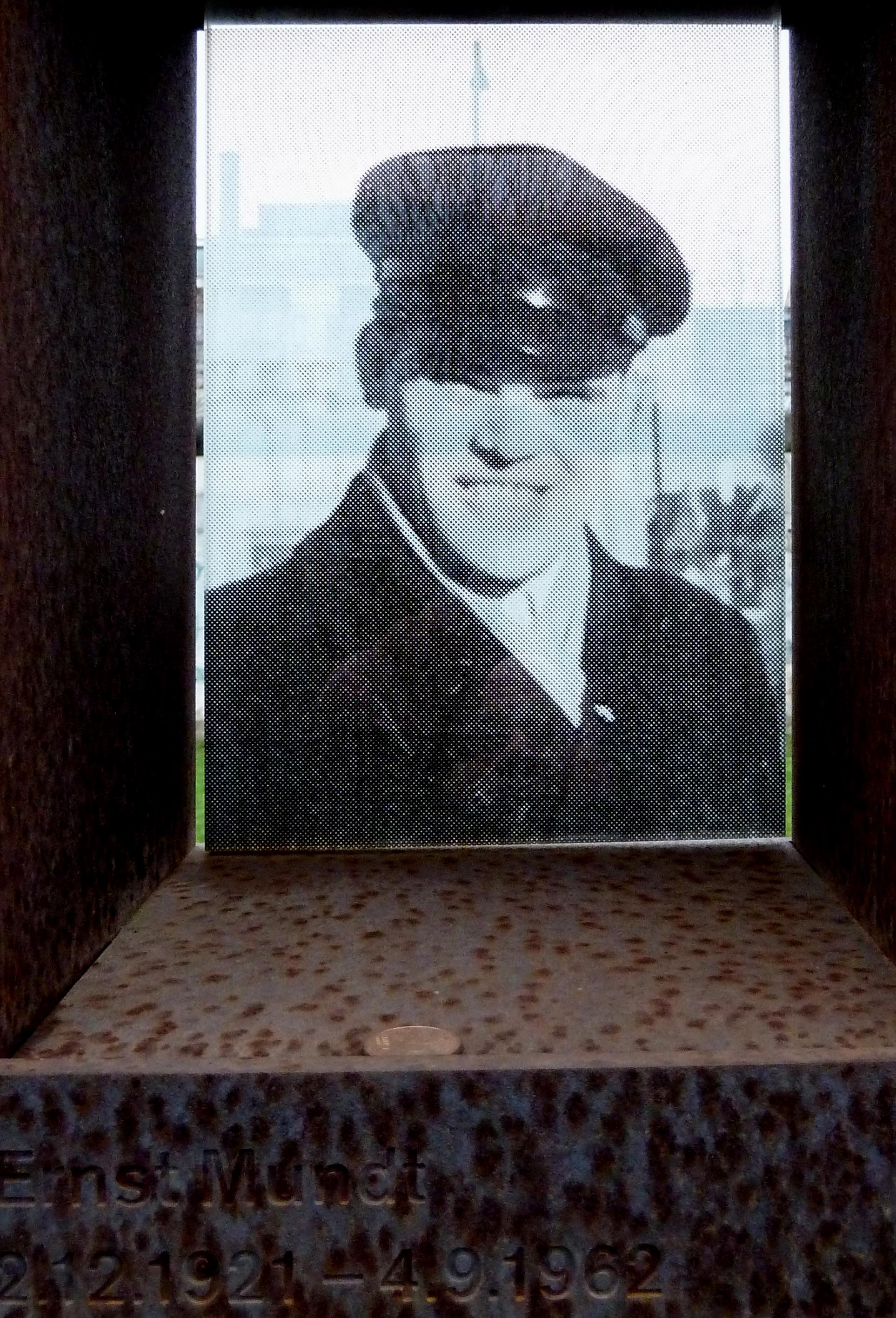
Ernst Mundt w oknie pamięci, Pomnik Muru Berlińskiego, Bernauer Straße

Ernst Mundt przyszedł na świat w 1921 r. w Bad Polzin (obecnie Połczyn-Zdrój). Po ukończeniu szkoły rozpoczął naukę zawodu cieśli. W 1950 r. przybył w poszukiwaniu pracy do Berlina Wschodniego, gdzie zatrudnił się przy budowie Karl-Friedrich-Friesen-Stadion, usytuowanego na terenie kompleksu wypoczynkowego Volkspark Friedrichshain. Stając się z powodów zdrowotnych niezdolnym do pracy, żył samotnie z renty inwalidzkiej w dzielnicy Prenzlauer Berg. Z pozostałą po budowie muru w Berlinie Zachodnim matką utrzymywał rzadki kontakt listowny. 
4 września 1962 r. Mundt udał się rowerem na leżący w dzielnicy Mitte cmentarz Sophien-Friedhof. Wspiąwszy się na okalający go mur i balansując na zwieńczeniu tegoż rozpoczął próbę przedostania się na teren Berlina Zachodniego, który znajdował się bezpośrednio za przylegającą do tylnej części ogrodzenia ulicy Bernauer Straße. Krótko przed osiągnięciem końcowego odcinka muru Mundt odkryty został przez dwóch funkcjonariuszy Transportpolizei pełniących służbę na posterunku usytuowanym na terenie dworca Nordbahnhof. Jeden z policjantów oddał strzał ostrzegawczy, po czym strzelił bezpośrednio do oddalonego o 100 metrów uciekiniera, który trafiony w głowę spadł z muru i natychmiast zmarł. W związku z wprowadzonym po śmierci Petera Fechtera rozkazem, śmiertelnie ranny Mundt został niezwłocznie zabrany z pasa granicznego – praktyka owa miała za cel uniemożliwić zachodnioberlińskim reporterom fotografowanie zastrzelonych podczas próby ucieczki. Strzelający funkcjonariusz odznaczony został w nagrodę „Medalem za przykładną służbę graniczną“ oraz pochwałą za umiejętne posługiwanie się bronią. 
Mający miejsce w ciągu 14 dni trzeci z przypadków śmiertelnego postrzelenia uciekiniera próbującego przekroczyć granicę pomiędzy podzielonym miastem, wywołał w Berlinie Zachodnim falę licznych demonstracji oraz agresji pod adresem samej granicy oraz pilnujących jej strażników, przez co interweniować musiała policja. Na ulicy Bernauer Straße ku czci nieznanego wówczas z nazwiska uciekiniera wzniesiono krzyż pamiątkowy. Dziś przypomina o jego śmierci wmontowana w płyty chodnikowe tablica pamiątkowa.  

## Literatura
- Christine Brecht: Ernst Mundt, in: Die Todesopfer an der Berliner Mauer 1961–1989, Berlin 2009, S. 109−111.